# Lacul Sfânta Ana
Lacul Sfânta Ana (Szent Anna-tó, Jezero svaté Anny) je jezero nedaleko obce Tușnad v rumunské župě Harghita. Nachází se v kráteru vyhaslého vulkánu Ciomadul v Jižních Karpatech a je jediným sopečným jezerem na rumunském území. Je dlouhé 620 metrů a široké 460 metrů, maximální hloubka dosahuje téměř sedm metrů. Nadmořská výška jezera je 946 m. V zimě zamrzá až do hloubky jednoho metru. Stáří jezera se odhaduje na necelých deset tisíc let. Jeho voda se nízkým obsahem minerálů blíží destilované vodě, vzhledem k nedostatku kyslíku je bez života. Kvůli udržení čistoty vody je koupání v jezeře od roku 2017 zakázáno. Na břehu se nachází římskokatolická kaple zasvěcená svaté Anně.